# 稈銹病
稈銹病，又稱柄銹病、麥銹病、黑銹病，是由真菌銹菌（學名：Puccinia graminis）所引發的疾病，以穀類作物為感染大宗。小麥的稈銹傳染病則是由名為「Ug99」的變種稈銹菌所引起，這種稈銹菌普遍在非洲、亞洲蔓延，近期則傳到了中東地區，造成嚴重的饑荒及內亂、引起重大關切，最嚴重的地區則是非洲中、西部。
銹菌是一種微小真菌、侵害多種植物的寄生物。銹菌常經由葉子的氣孔進入植物體內，並且遍佈植物全身。有些銹菌只有一種宿主植物，有些則有兩種或以上的宿主，例如小麥銹菌可侵害小麥和小檗。

## Ug99稈銹菌
Ug99稈銹菌，又稱TTKS，是一種稈銹菌（學名：Puccinia graminis tritici）
。
不同於其他銹菌只能影響小部分的作物收成，Ug99稈銹菌會對絕大多數的麥種帶來毀滅性的影響，並帶來百分百的損失。肯亞便曾有因Ug99稈銹菌而發生農產量八成損失的紀錄。
1999年，科學家在非洲烏干達發現了破壞農作物的變種稈銹菌，並已蔓延至整個西非高原地區。2007年1月，孢子飄過葉門、北至蘇丹。同年3月，FAO發表聲明表示Ug99稈銹菌可能即將蔓延至伊朗。